# آنتونیو ماکیلون
آنتونیو ماکیلون (اسپانیایی: Antonio Maquilón‎; ۲۹ نوامبر ۱۹۰۲ – ۲۰ آوریل ۱۹۸۴) بازیکن فوتبال اهل پرو بود.
وی همچنین در تیم ملی فوتبال پرو بازی کرده‌است.